# Società Sportiva Basket Napoli
Maillots
La Società Sportiva Basket Napoli est un club italien de basket-ball fondé en 1946, dissous en 2009 et basé dans la ville de Naples, en Campanie. Le club appartenait à la LegA, soit la plus haute division du championnat italien, sous la dénomination de Eldo Basket Napoli.

## Historique
Le club était installé dans la ville de Pouzzoles avant de demmenager en 1999 pour Naples
En remportant, en 2001-02 les playoffs de Serie A2 aux dépens de, le Carpisa Napoli s'est assuré de se place en Série A1 (LegA). Ses bonnes performances les années suivantes lui donne un bon classement (ranking) auprès de la FIBA Europe ce qui devrait lui permettre de disputer l'Euroligue dans la deuxième moitié des années 2000.

## Noms précédents

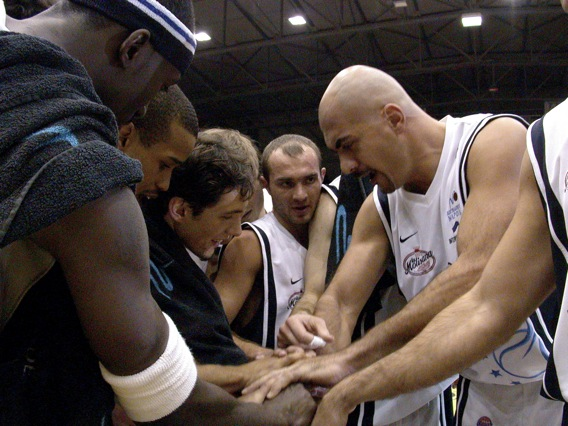
Le Carpisa en 2006

- 2006 - 2008 : Eldo Basket Napoli
- 2005 - 2006 : Carpisa Napoli
- 2002 - 2005 : Pompea Napoli
- 1999 - 2001 : Record Napoli
- 1995 - 1999 : Serapide Pozzuoli

## Bilan sportif

### Palmarès
- Coupe d'Italie : 2006

## Joueurs et personnalités du club

### Entraîneurs
- 1994-1999 :  Giovanni Gebbia
- 1999 :  Piero Pasini
- 1999-2000 :  John Fultz
- 2001-novembre 2001 :  Gianfranco Lombardi
- Novembre 2001 :  Maurizio Bartocci
- Novembre 2001-2002 :  Piero Bucchi
- 2002-2004 :  Andrea Mazzon
- 2004-janvier 2005 :  Attilio Caja
- 2004-2005 :  Maurizio Bartocci
- 2005-2008 :  Piero Bucchi

### Joueurs marquants
- Mike Davis
- Jay Larranaga
- Andrew Panko
- Michel Morandais
- Randolph Childress
- Lynn Greer
- Nikola Radulović
- Venson Hamilton
- Brandon Hunter